# Estatuto da Igualdade
A Convenção sobre Igualdade de Direitos e Deveres entre Brasileiros e Portugueses, comumente chamada de Estatuto da Igualdade, é um acordo assinado entre Brasil e Portugal em Brasília, no dia 7 de setembro de 1971, e que garante aos portugueses no Brasil e aos brasileiros em Portugal a igualdade de direitos e deveres com os respectivos nacionais.
Posteriormente, a disposição  foi repetida no Tratado de Amizade, Cooperação e Consulta, entre a República Federativa do Brasil e a República Portuguesa, assinado em Porto Seguro, em 21 de Abril de 2000, no aniversário dos 500 anos da colonização do Brasil.
O Estatuto garante a equivalência de direitos entre os dois países. Assim, um brasileiro pode exercer os seus direitos políticos em Portugal, podendo votar e ser votado, bem como um português pode prestar concurso público, seguir carreira política e votar no Brasil.
Para que um português consiga cidadania brasileira, deve:
- Comprovar a nacionalidade portuguesa;
- Ser civilmente capaz;
- Comprovar residência habitual no Brasil por pelo menos 3 (três) anos;
- Provar estar em gozo dos direitos políticos em Portugal;
- Subscrever requerimento dirigido ao Ministro da Justiça.[4]

A única exceção existente segue em relação aos respectivos blocos econômicos de cada país: Um brasileiro não possui livre passagem dentro da União Europeia, enquanto os portugueses não possuem os direitos dos brasileiros dentro do Mercosul, ou seja, o acordo é apenas no interior dos respectivos países, não é um acordo entre blocos econômicos.